# Regiunea Capitalei Bruxelles
Regiunea Capitalei Bruxelles (franceză Région Bruxelles-Capitale, neerlandeză Brussels Hoofdstedelijk Gewest, germană Region Brüssel-Hauptstadt) este una dintre cele trei regiuni ale statului federal Belgian. Regiunea este formată din 19 comune, cu o suprafață totală de 161 km² complet urbanizată și cu o populație de peste un milion de locuitori.
Regiunea Capitalei este predominant francofonă - aproximativ 85-90% din populație sunt vorbitori de franceză (inclusiv imigranți), și aproximativ 10-15% sunt vorbitori de neerlandeză. În ianuarie 2006, 73.1% din populație sunt cetățeni belgieni, 4.1% sunt cetățeni francezi, 12.0% cetățeni din alte state ale Uniunii Europene (care se exprimă de obicei ori în franceză ori în engleză), 4.0% cetățeni marocani, iar 6.8% alți cetățeni din afara UE. În anul 2006 în Regiunea Capitalei Bruxelles erau oficial înregistrați ca rezidenți peste 3000 cetățeni români.

## Identitate
Pe teritoriul regiunii Bruxelles se folosesc oficial două limbi: franceza (90%) și neerlandeza (10%). Din punct de vedere istoric, regiunea Bruxelles-ului aparține spațiului neerlandofon, franceza fiind vorbită în mod sistematic doar după stabilirea capitalei belgiene aici. În 1915, orașul avea 20% de francofoni, acest procentaj crescând la 85% în 1975. Dialectul regional vorbit tradițional este brusselara, un dialect neerlandofon cu puternice influențe franceze. Vorbitorii dialectului sunt din ce în ce mai puțini în detrimentul celor două limbi oficiale ale regiunii. 
Începând cu 1989, locuitorii regiunii Bruxelles își aleg propriul consiliu regional. În ultimii zeci de ani o polemică frământă lumea politică belgiană, cea a statutului arondismentului electoral și judiciar Bruxelles-Halle-Vilvoorde. Partidele politice flamande au cerut ca partea din Flandra al acestui arondisment să fie separată și organizată asemenea celorlalte arondismente belgiene. 

## Circulație și transport
Societatea de Transport Intercomunal Bruxelles operează metroul din Bruxelles și o rețea de linii de  autobuz și tramvai, dar se ocupă și de administrația drumurilor în cele 19 comune care alcătuiesc regiunea. Societățile de transport flamandă De Lijn și valonă TEC asigură legături rutiere cu celelalte regiuni ale Belgiei. Societatea Națională de Căi ferate Belgiană asigră legături feroviare cu majoritatea localităților importante belgiene iar o serie de servicii feroviare internaționale, Thalys, Eurostar, TGV, ICE, asigură legături cu marile orașe din apropierea Belgiei. Regiunea este de asemnea deservită de două aeroporturi, Aeroportul Internațional Bruxelles Zaventem și Aeroportul Charleroi Bruxelles Sud.

## Istorie

### Evul Mediu și Ducatul Brabantului
Deja în Evul Mediu, Bruxellesul era un oraș cunoscut, ce a înflorit în perioada Ducatului Brabantului. Capitala ducatului era orașul Louvain, între cele două orașe apărând astfel o rivalitate. La sfârșitul dominației austriece, nobilimea și burghezimea din Brabant se mută treptat la Bruxelles.

### Bruxelles, oraș belgian
La nașterea Belgiei, în 1830, orașul era populat de flamanzii autohtoni, dar și de valoni, germanofoni, precum și de francofoni de origine pariziană. Valonii s-au instalat la Bruxelles ca muncitori, iar parizienii erau refugiați din urma revoluției franceze. Puterea era controlată de burghezia și de nobilimea din Brabant. Doar aceste categorii aveau drept de vot, și se preocupau de o unificare națională forțată, bazată pe unilingvism francofon, conform acelei concepții filosofico-politice de origine franceză conform căreia fiecare națiune ar fi trebuit să vorbească o singură limbă. În secolul al XIX-lea Bruxelles a cunoscut o dezvoltare industrială, care a dus la sporirea numărului locuitorilor de origine valonă. În același timp, localnicii erau obligați să vorbească franceza. Astfel, în secolul al XX-lea numărul francofonilor a depășit numărul vorbitorilor de idiomuri brusselare și flamande. Datorită industriei, orașul Bruxelles s-a extins și a acaparat unele comune din jurul său. Din această cauză și datorită conviețurii între populația originară flamandă și muncitorii valoni, noua populație mixtă a comunelor dimprejurul orașului a dezvoltat o identitate regională proprie.

### Federalizare
Odată cu apariția mișcărilor de federalizare a Belgiei, datorită disputei asupra statutului capitalei, a fost formată Regiunea Capitalei Bruxelles, la zece ani după organizarea Valoniei și a Flandrei. Ambele comunități au revendicat și continuă să revendice regiunea, aceste disensiuni contribuind la formarea unei identități unitare a regiunii, o enclavă în mijlocul Flandrei.

## Situația instituțională

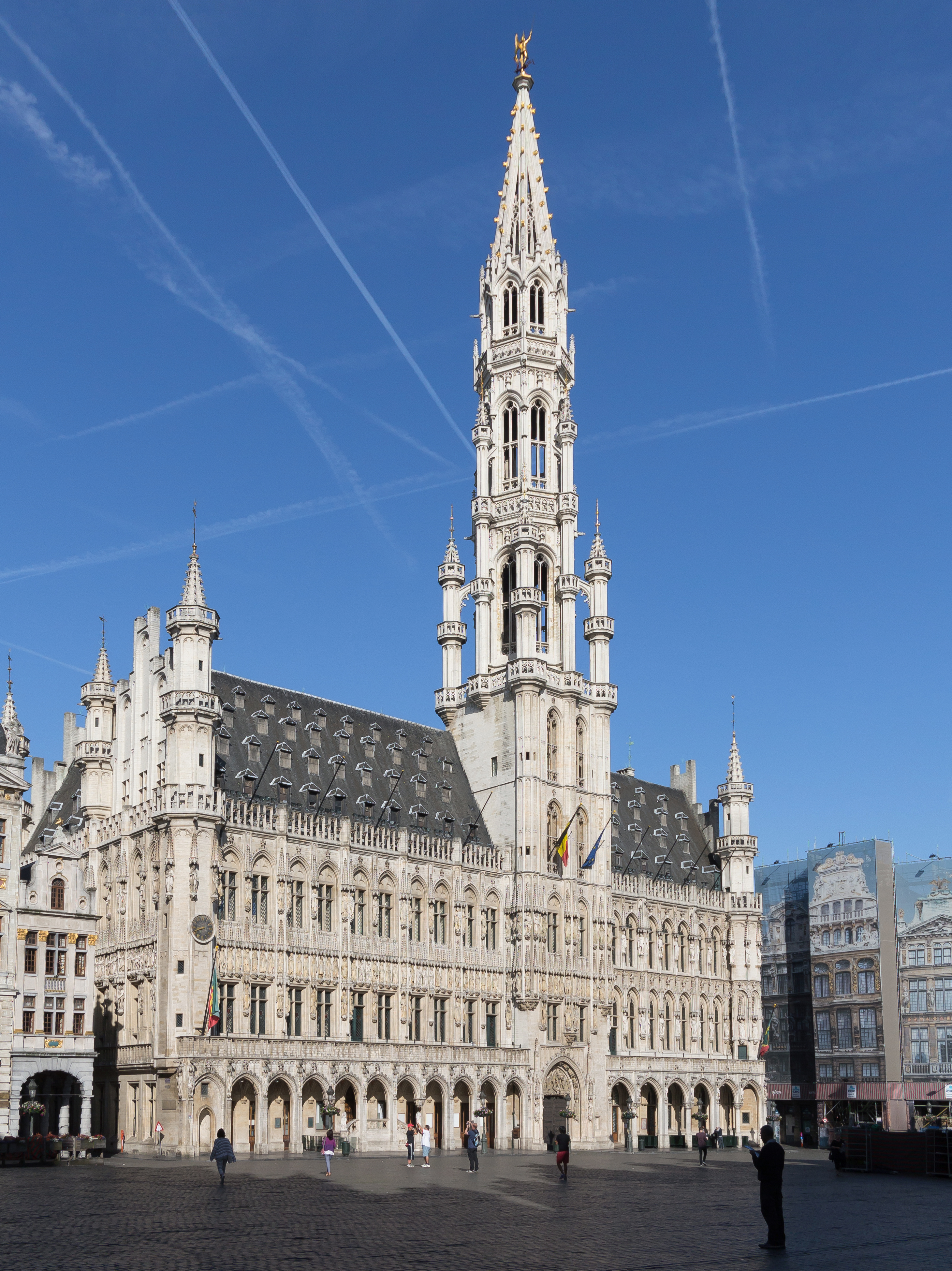
Primăria Bruxelles-ului

Datorită modalității particulare de realizare a federalizării în Belgia, instituțiile administrative ale Bruxelles-ului au o complexitate extraordinară. Complexitatea este mai evidentă din punct de vedere legislativ, dar este atenuată în realitatea datorită posibilității cumulului de funcții de către membrii diverselor instituții.
În Regiunea Capitalei Bruxeles există:
- Administrația regională cu un parlament regional format din 89 membrii (72 francofoni și 17 neerlandofoni, membrii ai partidelor organizate pe criterii lingvistice), plus un guvern regional, condus de un ministru președinte teoretic neutru din punct de vedere lingvistic, dar în practică este un francofon, câte doi miniștrii francofoni și neerlandofoni și trei secretari de stat, unul neerlandofon și doi francofoni. Acest parlament poate vota ordonanțe (franceză ordonnances, neerlandeză ordonnanties), care au statut egal cu legile votate la nivel național.
- Administrația aglomerației, cu un consiliu și o conducere, cu aceeași repartizare a membrilor ca în cazul organelor Regiunii. Aceasta este un corp de administrație publică descentralizat ce are aceleași competențe cu cele ale comunelor sau provinciilor din restul Belgiei (pompieri, administrarea deșeurilor). Actele emise de aceasta nu au statutul de lege.
- O autoritate publică bi-comunitară, Comisia Comunitară Comună (neerlandeză Gemeenschappelijke Gemeenschapscommissie, GGC, franceză Commission communautaire commune, COCOM), cu o adunare comună (i.e. membrii parlamentului regional) și o conducere comună (miniștrii regiunii - fără secretarii de stat). Comisia are două competențe: este un organ administrativ descentralizt, responsabil cu implementarea politicilor culturale de interes comun. Poate oferii finanțări și are dreptul de a emite hotărâri. Poate emite de asemenea ordonanțe în domeniul politicilor sociale legate de persoane private sau de instituții bilingve. Instituțiile sociale unilinguale (azile, spitale, educație) din Regiunea Capitalei Bruxelles sunt administrate de către cele două comunități: Comunitatea franceză din Belgia respectiv Comunitatea flamandă din Belgia.
- 2 autorități publice specifice comunităților: Comisia comunitară franceză (franceză Commission communautaire française sau COCOF) și Comisia comunitară flamandă (neerlandeză Vlaamse Gemeenschapscommissie, VGC), fiecare cu câte un consiliu format din membrii comunităților respective și cu un corp de conducere format din miniștrii și secretari de stat. Aceste comisii implementează politicile comunităților franceză respectiv flamandă la nivelul regiunii capitalei.
- Relațiile dintre fiecare comisie și fiecare comunitate sunt diferite, ceea ce a dus la un federalism asimetric. Comisia Comunitară Franceză are dreptul de a legifera acte deoarece o parte din atribuțiile comunității franceze din Belgia au fost devoulate către Regiunea Valonia și către Comisia Comunitară în timp ce comunitatea flamandă a fost unită cu Regiunea Flandra. Membrii comisiei comunitare flamande sunt membrii ai parlamentului flamand, în timp ce membrii comisiei comunitare franceze au format un Parlament francofon al Bruxelles-ului.
- Regiunea Bruxelles nu este o provincie și nu aparține vre-uneia. În cadrul acesteia majoritatea competențelor provinciale au fost atribuite instituțiilor regionale, restul competențelor, în principal cele de asigurare a respectării ordinii publice, sunt asigurate de către Guvernor al Capitalei-Bruxelles (franceză Gouverneur de Bruxelles-Capitale, neerlandeză Gouverneur van Brussel-Hoofdstad).
- Regiunea este formată din 19 comune, autorități locale conduse de un consiliu. În total în regiune numărul consilierilor locali este situat la aproximativ 600.
- 6 zone inter-comunale de polițe
- Comunele pot crea de asemenea societăți intercomunale cu diverse competențe

Pe lângă acestea, statul federal și comunitățile franceze și flamande au dreptul de a exercita anumite competențe pe teritoriul regiunii. 
Numeroși membrii ai diverselor parlamente pot cumula mai multe funcții. 19 din cei 72 membrii francofoni ai parlamentului Regiunii Bruxelles sunt membrii ai Parlamentului Comunității franceze din Belgia, iar până în 2004 în aceași situație erau 6 membrii neerlandofoni care erau membrii ai Parlamentului Flamand. Actualmente votanții pentru partidele flamande aleg separat reprezentanții în parlamentul regional și în cel Flamand.

## Conducere
Compunerea Parlamentului Regional 2004-2009:

### Partide francofone
- Partidul Socialist: 26 scaune.
- Mișcarea Reformatoare: 25 scaune.
- Centrul Democrat Umanist: 10 scaune
- Partidul Ecologist: 7 scaune
- Frontul Național: 4 scaune

Total Francofoni: 72 scaune

### Partide neerlandofone
- Interesul Flamand: 6 scaune
- Flamanzii Liberali Democrați și Traiul Flamand: 4 scaune
- Alianța Creștină-Democrată și Flamandă-Neoflamadă: 3 scaune
- Sp.a - Spirit: 3 scaune
- Verde (Partidul Ecologist): 1 scaun.

Total Neerlandofoni: 17 scaune.
Total: 89 scaune (72 scaune francofoni + 17 scaune neerlandofoni).

### Guvernul
Guvernul regiunii este numit de către Parlamentul regional, pe o perioadă de cinci ani, și este compus dintr-un ministru-președinte francofon, doi miniștri francofoni și doi neerlandofoni. Ei sunt ajutați și de două comisii lingvistice, una de fiecare parte. Compunerea "actualului" guvern (2003) :
- Charles Picqué (PS), ministru-președinte.
- Jos Chabert (CD&V), ministrul lucrărilor publice, al transporturilor, al luptei împotriva incendiilor și al  primului ajutor medical.
- Eric Tomas (PS), ministrul muncii, al economiei și al  forței de lucru.
- Guy Vanhengel (VLD), ministrul finanțelor, al bugetului, al funcțiilor publice și al afacerilor externe.
- Didier Gosuin (MR), ministrul mediului înconjurător și al apelor, al protecțiunii naturii, al curățeniei publice și al exportului și importului.

## Finanțarea regională
Finațarea autorităților regionale din Bruxelles e un punct de controversă. Anumiți politicieni francofoni sunt de părere că regiunea ar trebui să obțină cel puțin niște mijloace suplimentare de finanțare, datorită celor aproape 100.000 de persoane ce aparțin de celălalte două regiuni, dar care muncesc în regiunea Bruxelles, și care nu plătesc impozit regiunii în care muncesc. Alții sunt de părere că regiunea este oricum finanțată cu 44% mai bine decât celelalte regiuni, dar problema constă într-un număr prea mare de autorități: 19 comune, un dublu de autorități, pe criteriu lingvistic, etc.

## Cele 19 comune

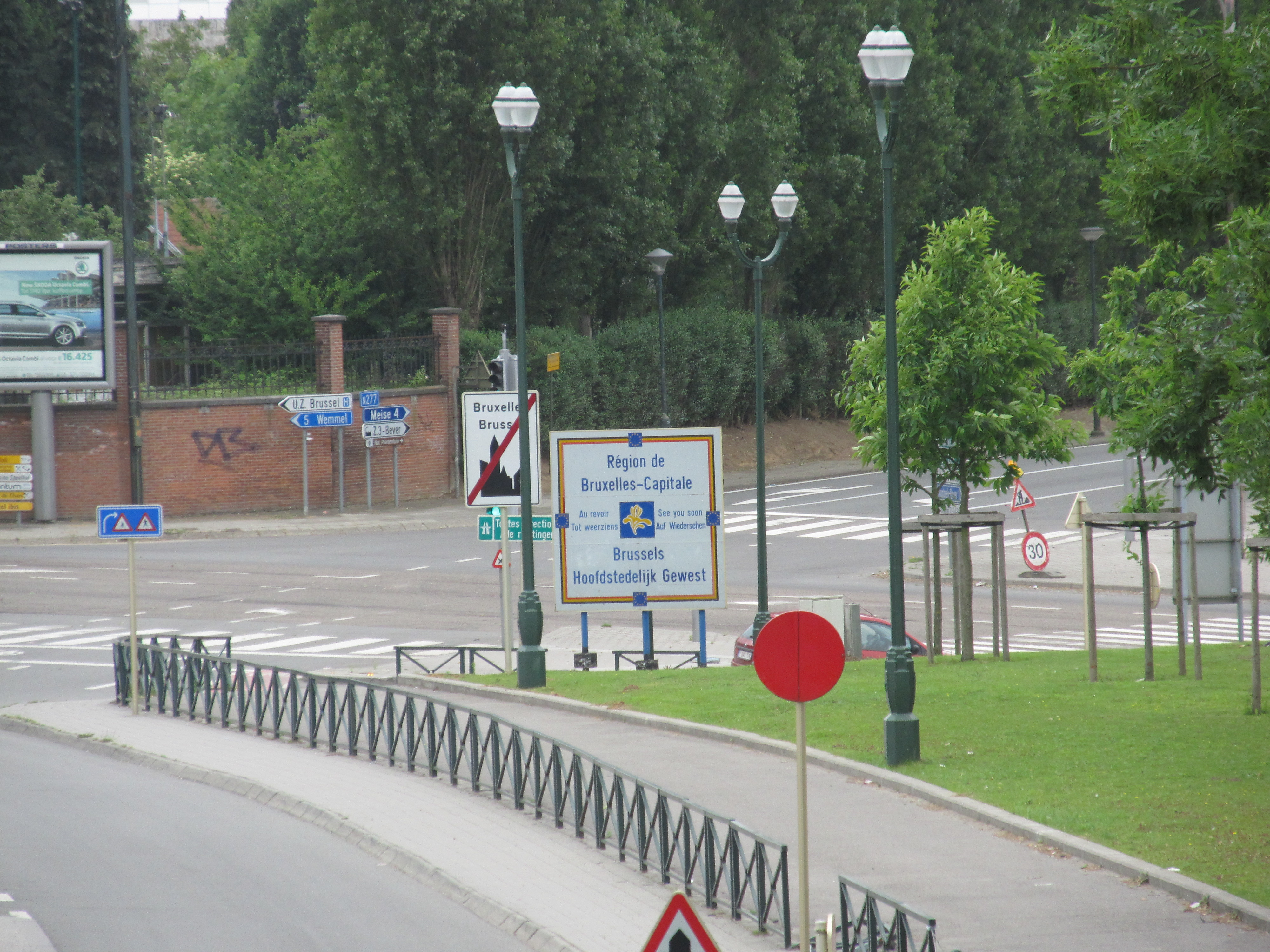
Indicator semnalizând limita administrativă a Regiunii Capitalei Bruxelles la granița administrativă a comunelor Laeken și Strombeek-Bever.

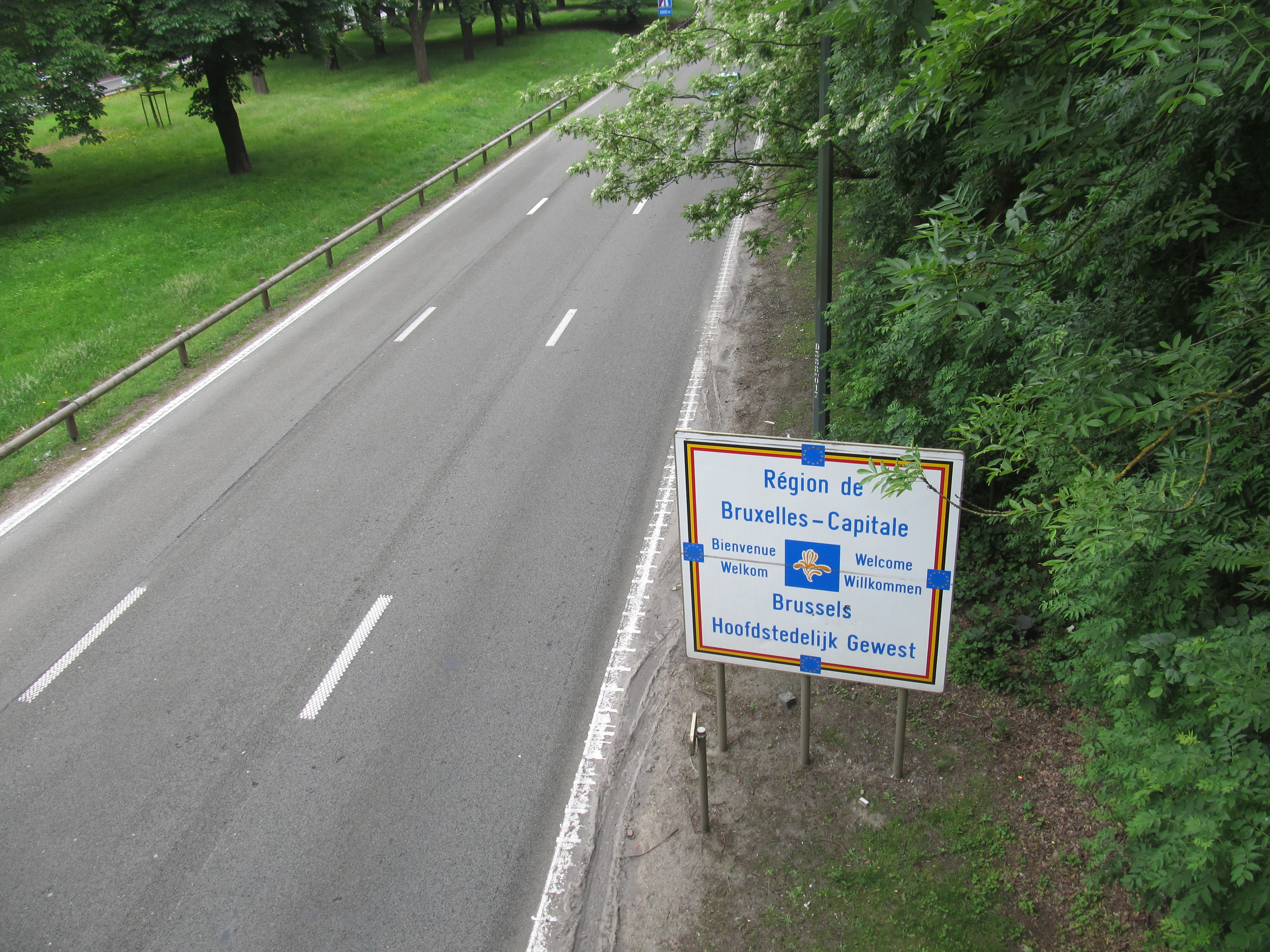
Indicator semnalizând limita administrativă a Regiunii Capitalei Bruxelles pe autostrada A12.

| Idx | Nume francez          | Nume neerlandez        | Suprafață | Populație | Cod Poștal             | Harta |
| --- | --------------------- | ---------------------- | --------- | --------- | ---------------------- | ----- |
| 1   | Anderlecht            | Anderlecht             | 17,74     | 100.967   | 1070                   |       |
| 2   | Bruxelles             | Brussel                | 32,61     | 153.659   | 1000, 1020, 1120, 1130 |       |
| 3   | Ixelles               | Elsene                 | 6,34      | 80.754    | 1050                   |       |
| 4   | Etterbeek             | Etterbeek              | 3,15      | 43.311    | 1040                   |       |
| 5   | Evere                 | Evere                  | 5,02      | 34.987    | 1140                   |       |
| 6   | Ganshoren             | Ganshoren              | 2,46      | 21.864    | 1083                   |       |
| 7   | Jette                 | Jette                  | 5,04      | 45.027    | 1090                   |       |
| 8   | Koekelberg            | Koekelberg             | 1,17      | 19.326    | 1081                   |       |
| 9   | Auderghem             | Oudergem               | 9,03      | 30.183    | 1160                   |       |
| 10  | Schaerbeek            | Schaarbeek             | 8,14      | 119.573   | 1030                   |       |
| 11  | Berchem-Sainte-Agathe | Sint-Agatha-Berchem    | 2,95      | 21.074    | 1082                   |       |
| 12  | Saint-Gilles          | Sint-Gillis            | 2,52      | 45.873    | 1060                   |       |
| 13  | Molenbeek-Saint-Jean  | Sint-Jans-Molenbeek    | 5,89      | 85.360    | 1080                   |       |
| 14  | Saint-Josse-ten-Noode | Sint-Joost-ten-Node    | 1,14      | 25.030    | 1210                   |       |
| 15  | Woluwe-Saint-Lambert  | Sint-Lambrechts-Woluwe | 7,22      | 49.336    | 1200                   |       |
| 16  | Woluwe-Saint-Pierre   | Sint-Pieters-Woluwe    | 8,85      | 38.712    | 1150                   |       |
| 17  | Uccle                 | Ukkel                  | 22,91     | 76.909    | 1180                   |       |
| 18  | Forest                | Vorst                  | 6,25      | 49.320    | 1190                   |       |
| 19  | Watermael-Boitsfort   | Watermaal-Bosvoorde    | 12,93     | 24.178    | 1170                   |       |